# André Parsal
André Puech, dit « André Parsal » (Capestang, Hérault, 26 novembre 1900 – Cormeilles-en-Parisis, Seine-et-Oise, 18 janvier 1967), est un ouvrier agricole, syndicaliste, député communiste français, puis responsable d’un mouvement de collaboration pendant la période de l’Occupation.

## Biographie

### Syndicaliste agricole
Le jeune André Puech est le fils d’un cultivateur, ouvrier agricole. Il prend, après la Première Guerre mondiale, des responsabilités dans la Fédération de l’agriculture de la Confédération générale du travail unitaire (CGTU) en tant que responsable régional en Languedoc, puis dans le Centre.
En 1929, il est manœuvre dans une marbrerie, puis ouvrier imprimeur. Il devient secrétaire général de la fédération de l’agriculture de la CGTU en 1933. Lors de la réunification syndicale en 1936, il devient secrétaire général de la fédération de l’agriculture de la Confédération générale du travail (CGT) et le reste jusqu’en 1939.

### Militant communiste internationaliste
André Puech adhère au parti communiste en 1923, prend des responsabilités dans l’Hérault et est élu, en 1925, conseiller municipal de Capestang, mais l’élection est annulée car il n’avait pas l'âge légal de vingt-cinq ans. Il prend part à des actions contre les opérations militaires françaises au Maroc et en Syrie, puis est condamné en décembre 1925, pour provocation de militaires à la désobéissance. Il passera dix ans dans la clandestinité, adoptant alors le pseudonyme d’André Parsal.
Il séjourne 3 ans en Union soviétique, d'avril 1926 à août 1929, à Moscou comme élève de l'école léniniste internationale. Il est désigné comme député au Soviet de Moscou.
Il est délégué, en tant qu’auditeur, aux 8e, 9e et 10e plenums et au 6e congrès mondial de l'Internationale communiste.

### Député du Front populaire
Aux élections législatives de mai 1932, André Parsal est candidat communiste dans la 1re circonscription d'Orléans ; il obtient 4,9 % des voix et le radical Jean Zay est élu.
Installé ensuite en région parisienne, affecté à la cellule de Maisons-Alfort, élu du canton de Saint-Maur au conseil général de la Seine en 1935, il est candidat aux élections législatives dans la 4e circonscription de Sceaux (Saint-Maur-des-Fossés), et est élu député au second tour en battant l'ancien ministre et député sortant, Adolphe Chéron. Il intervient à la Chambre en faveur des ouvriers agricoles et à propos des conflits du travail.
Député membre du groupe ouvrier et paysan français, il est arrêté le 8 octobre 1939, déchu de son mandat le 21 janvier 1940, et condamné le 3 avril 1940 par le 3e tribunal militaire de Paris à 4 ans de prison avec sursis, 4 000 francs d'amende et 5 ans de privation de ses droits civiques et politiques pour appartenance à ce groupe parlementaire et propagation des « mots d'ordre de la IIIe Internationale ».
Le 9 janvier 1940 avec cinq autres députés, il se désolidarise de son parti et en devient démissionnaire de fait ; il est cependant déchu de ses mandats électifs par arrêté préfectoral du 23 février 1940.

### Engagé dans la collaboration
Responsable d'un garage, à Créteil, André Parsal écrit dans le quotidien Le Cri du peuple de Jacques Doriot, en novembre 1940, et le suit au Rassemblement pour la Révolution nationale (RNRN) qui réunit d’anciens communistes passés au Parti populaire français (PPF). Il adhère ensuite au Parti ouvrier et paysan français (POPF), puis participe, en juin 1942, à la création du Comité d'information ouvrière et sociale (CIOS) chargé de la propagande pour la relève en zone occupée.
André Parsal fait un an de prison à la Libération. Il est condamné à la dégradation nationale à vie et à la confiscation de ses biens, le 8 avril 1948, à l'occasion du procès devant la chambre civique de Paris des membres de l'ex-POPF.

### Fondateur d’un syndicat indépendant
Après la guerre, André Parsal s’associe à la fondation de « syndicats indépendants » anticommunistes inspirés par René Belin et sa revue Travail et Liberté. Les initiateurs sont d’anciens communistes, des ex-collaborateurs et des gaullistes.
Il devient un des responsables de la Confédération générale des Syndicats indépendants (CGSI) fondée en 1949. En conflit avec l’autre dirigeant de cette organisation, Sulpice Dewez, lui aussi ancien député communiste depuis rallié au gaullisme, Parsal crée la Confédération syndicale Travail et Liberté (CSTL) en 1954. Elle deviendra, en 1957, la Confédération française des syndicats indépendants (CFSI), puis Confédération française du travail (CFT).
Retiré à Cormeilles-en-Parisis, où il meurt en 1967, André Parsal y exploitait une auto-école.

### Sources
- Dictionnaire biographique du mouvement ouvrier français, notice de Guillaume Bourgeois et Claude Pennetier.
- « André Parsal », dans le Dictionnaire des parlementaires français (1889-1940), sous la direction de Jean Jolly, PUF, 1960 [détail de l’édition]